# Peritropis saldaeformis
Peritropis saldaeformis är en insektsart som beskrevs av Philip Reese Uhler 1891. Peritropis saldaeformis ingår i släktet Peritropis och familjen ängsskinnbaggar. Inga underarter finns listade i Catalogue of Life.